# Johnny Bravo
Johnny Bravo je americký animovaný komediální televizní seriál, jehož autorem je Van Partible. Premiérově byl vysílán v letech 1997–2004 na stanici Cartoon Network. Tehdy vznikly čtyři řady seriálu s 65 díly (obvykle rozdělených na dva až tři segmenty – samostatné příběhy) a dva speciály. V roce 2011 byl natočen i televizní film Johnny Bravo Goes to Bollywood.

## Příběh
Protagonistou seriálu je Johnny Bravo, „postava se vzhledem Jamese Deana z 50. let, která mluví jako Elvis“. Jedná se o mladého svalnatého, křupanského a natvrdlého sukničkáře, který bydlí se svou matkou Bunny v domě ve městě Aron City. Do Johnnyho je zakoukaná Lil' Suzy (malá Suzy), malé upovídané a inteligentní děvčátko ze stejné čtvrti. Sám Johnny se ale pokouší v každém příběhu sbalit nějakou ženu, která jej obvykle odmítne.

## Obsazení
- Jeff Bennett jako Johnny Bravo (a další postavy)
- Brenda Vaccaro jako Bunny „Mama“ Bravo (a další postavy)
- Mae Whitman jako Lil' Suzy (a další postavy)